# Montemarciano
Montemarciano település Olaszországban, Marche régióban, Ancona megyében. Lakosainak száma 9762 fő (2023. január 1.). Montemarciano Chiaravalle, Falconara Marittima, Monte San Vito és Senigallia községekkel határos.

## Népesség
A település lakossága az elmúlt években az alábbi módon változott:
| Lakosok száma | 9930 | 9872 | 9762 |
|               | 2017 | 2018 | 2023 |